# SpaceX第七次星艦軌道試飛任務
第七次星艦軌道試飛任務（IFT-7）是SpaceX的第七次星艦全系統聯合發射測試飛行，於2025年1月16日 22:37 UTC發射。由第二代星艦S33搭配第一代助推器B14。
此次原預定測試星鏈衛星的部屬能力，於亞軌道釋放10個第二代星鏈衛星模擬載荷，模擬載荷將飛行沿與星艦相同的亞軌道飛行，並濺落於印度洋，但因S33於空中解體而未實現。而在IFT-5時安裝於B12上的第314號猛禽發動機被重新安裝於B14上再次飛行。  
FAA於2024年12月17日頒布此次的飛行許可證，飛行期間，再入時隔熱罩失效、襟翼系統故障、著陸燃燒(Landing Burn)時發動機故障、發動機於在軌開機測試時故障、超重型助推器於回收時故障，只要沒有造成人員重傷或死亡、沒有造成無關財產損失並且於碎片皆落於指定區域內，則無須進行事故調查。若SpaceX選擇非受控再入則必須於發射前通報FAA，則星艦的損失則被視為有計畫的事件無須調查。
根據NASA提交給聯邦航空管理局(FAA)的文件，IFT-7預計於2025年1月11日清晨從德州博卡奇卡發射。此時間安排將使NASA能夠在印度洋上空的夜間記錄星艦再入時的熱成像畫面。
此次將是第二代星艦首次的發射任務，第二代星艦較第一代增長了10英尺(約3.1公尺)，加大了推進劑容量增加了25%，並將前襟翼移向背風面，計畫在可重複使用下具有100噸的有效載荷能力。第二代星艦計畫配備猛禽V3發動機，目前的Ship 33仍是配備猛禽V2.5發動機。

## 發射載具BS1433

###### B14
2024年5月11日，SpaceX公布了一張顯示B14完成組裝的圖片。10月2日，從Mega Bay 1 移出，並於次日運送至Massey測試場。10月4日，進行了首次低溫測試，隨後於10月5日進行了第二次測試。10月7日被移回Mega Bay 1。12月5日被運往發射場並被置於發射台(OLM-A)上。7日完成旋轉啟動(Spin Prime)測試。9日成功進行全發動機靜態點火測試。10日被運回Mega Bay 1準備安裝熱分級環以及進行發射前檢修。30日，B14被運往發射場並被置於發射台(OLM-A)上。12月3日，B14的FTS安裝完成。
B14於上升過程中表現正常，熱分離後13具猛禽發動機中1具未能在返程點火中啟動。發射後223秒，B14拋棄熱分離環。發射後390秒，B14依序啟動13具猛禽發動機，於返程點火中未啟動的發動機也正常啟動，發射後414秒，B14發動機關機被機械臂成功捕獲，成為第二個成功完整回收的助推器。

###### S33
2024年7月24日，S33的整流罩和載荷艙被運送到Mega Bay 2。8月23日，S33組裝完成。10月26日被運送至Massey測試場，並在該處進行了一系列低溫測試。12月11日，S33安裝完引擎後被運往梅西(Massey's)測試場。15日，S33完成了全發動機靜態點火測試。16日，S33完成了單發動機靜態點火測試。17日，S33被移運回Mega Bay 2進行飛行前檢修。2025年1月7月，S33的模擬載荷裝載完成。9日，S33被移至發射場。11日，S33被移下發射台。12日，S33被重新堆疊於B14上。
S33於發射後160秒啟動發動機進行熱分離，成功依靠其自身動力上升。發射後459秒，一具海平面發動機異常關機；發射後482秒，另一具海平面發動機異常關機，1秒後一具真空發動機異常關機；發射後497秒，另一具真空發動機異常關機；發射後503秒，最後一具海平面發動機異常關機。發射後506秒，S33最後傳回數據，速度21317公里每小時、高度146公里，其後確認S33失去訊號、載具遺失。隨後星艦解體後的碎片於在入時被於加勒比海的民眾目睹。馬斯克表示，目前看來是發動機區域上方發生氧氣洩漏，且洩漏量大於排氣的能力，最終導致火災並解體，IFT-8暫且無須推遲其時程。

## 第二代星艦S33
此次飛行測試將首次展示星艦上級的一系列升級，這些改進將顯著提升可靠性和性能。飛船的前襟翼尺寸減小，並移至靠近飛船尖端的方向，遠離隔熱瓦區域，從而顯著減少其在再入過程中的受熱，同時簡化了底層機械結構和防護瓦設計。推進系統進行了重新設計，包括推進劑容積增加 25%、供料管道真空隔熱化、新的真空猛禽引擎燃料供應系統，以及改進的推進電子模塊，用於控制飛船閥門和監測傳感器，這些升級均提升了飛船性能並延長了其執行任務的能力。飛船的隔熱瓦將採用最新一代瓦片，並引入一層備用隔熱層，以應對瓦片缺失或損壞的情況。
飛船的電子系統進行了全面升級，增強了執行更複雜任務（如推進劑轉移和返回發射場）的能力與冗餘性。電子系統升級包括更強大的飛行計算機，集成的天線單元（每個單元結合了 Starlink、GNSS 和備用 RF 通訊功能），重新設計的慣性導航和星光跟踪傳感器，集成的智能電池與電源模塊，能將 2.7MW 的電力分配到飛船的 24 個高壓作動器，並增設超過 30 個飛行相機，以幫助工程師在飛行期間監控硬體性能。通過 Starlink 系統，飛船能在每個飛行階段串流超過 120 Mbps 的高畫質視頻與遙測數據。
此次飛行測試將包括多項實驗，重點研究飛船返回發射場和回收的可能性。在星艦上級，將移除大量隔熱瓦以對飛船的易損部位進行壓力測試。同時，多種金屬瓦片選項（包括帶有主動冷卻功能的瓦片）將測試替代材料在再入過程中的保護性能。在飛船側面，安裝了非結構性的艦船回收配件版本，以測試其熱性能，並改進了隔熱瓦邊緣的平滑過渡，從而解決在第六次飛行測試再入過程中觀察到的熱點問題。飛船的再入配置將設計為在最大動壓點時故意加大對襟翼的結構壓力測試。最後，在回收塔夾臂上測試了多個雷達傳感器，目的是提高測量返回飛船與夾臂距離的準確性。

## NASA空中拍攝
在本次任務中，NASA計劃使用一架特製的灣流V型飛機(N95NA)拍攝星艦再入和峰值加熱的影像。該飛機將觀察航天器(星艦)從地平線上出現並在印度洋東部濺落的過程。為了確保最佳成像條件，再入過程必須在夜間進行，並且飛機需要在關閉外部和內部燈光的情況下飛行。這種操作帶來了顯著的安全風險，需要獲得航空管理當局的豁免並制定嚴格程序，防止其他飛機進入飛行路徑。
NASA已向FAA申請加速審批豁免，以便於12月初開始在墨西哥灣和德克薩斯州西南部進行練習飛行。隨後，飛機將於1月3日飛往澳大利亞伯斯，並在著陸區域進行練習飛行，為2025年1月11日的IFT-7做好準備。如果FAA批准豁免，澳大利亞民用航空安全局表示願意遵守該豁免，允許進行練習飛行以及第七次飛行測試期間的空中拍攝。

## 任務進程

##### 2024年

###### 10月
- 2日，B14從Mega Bay 1 移出，並於次日運送至Massey測試場[11]。
- 4日，B14進行了首次低溫測試[12]
- 5日，B14進行了第二次低溫測試[13]。
- 7日，B14被移回Mega Bay 1[14]。
- 26日，S33被運送至Massey測試場[23]。

###### 12月
- 5日，B14被運往發射場並被置於發射台(OLM-A)上[15]。
- 7日，B14完成旋轉啟動(Spin Prime)測試[16]。
- 9日，B14成功進行全發動機靜態點火測試[17]。
- 10日，B14被運回Mega Bay 1準備安裝熱分級環以及進行發射前檢修[18]。
- 11日，S33安裝完引擎後被運往梅西(Massey's)測試場[25]。
- 15日，S33完成了全發動機靜態點火測試[26]。
- 16日，S33完成了單發動機靜態點火測試[27][28]。
- 17日，S33被移運回Mega Bay 2進行飛行前檢修[29]。
- 17日，FAA頒布此次飛行許可證[5][37]。
- 30日，B14被運往發射場並被置於發射台(OLM-A)上[19]。

##### 2025

###### 1月
- 2日，馬斯克確認B14將使用已於B12上使用過的發動機(No. 314)[38]。
- 3日，B14的FTS安裝完成[20]。
- 7月，S33的模擬載荷裝載完成[30]。
- 9日，S33被移至發射場[31]。
- 9日，B14和S33完成首次堆疊[39][40]。
- 10日，BS1433完成了濕式彩排[41]。
- 11日，S33被移下發射台[32]。
- 12日，S33被重新堆疊於B14上[33]。
- 16日，UTC時間22點37分，星艦BS1433成功離開發射台，發射後6分31秒，助推器B14開始進行著陸點火，23秒後，助推器B14成功被發射塔機械臂捕獲；發射後2分40秒，S33啟動發動機進行熱分離，依靠其自身動力上升，發射後7分39秒，開始有發動機異常關機，發射後8分26秒，S33最後一次傳回數據，後證實於空中解體[3]。

## 發射程序
| 預定時間   | 發射程序                                                                            | 實際時間   | 備註     |
| ---------- | ----------------------------------------------------------------------------------- | ---------- | -------- |
| T-01:15:00 | 發射總監進行各部門投票決定是否開始加註推進劑                                        | T-01:05:XX |          |
| T-00:44:59 | 星艦S33液態甲烷開始裝載                                                             | N/A        |          |
| T-00:42:20 | 星艦S33液態氧開始裝載                                                               | N/A        |          |
| T-00:41:24 | 助推器B14液態甲烷開始裝載                                                           | N/A        |          |
| T-00:35:28 | 助推器B14液氧開始裝載                                                               | N/A        |          |
| T-00:19:40 | 星艦S33及助推器B14猛禽發動機開始預冷                                                | T-00:19:XX |          |
| T-00:03:20 | 星艦S33液態甲烷及液氧加注完成                                                       | N/A        |          |
| T-00:02:50 | 助推器B14液態甲烷及液氧加注完成                                                     | N/A        |          |
| T-00:00:30 | 發射總監確認是否進行發射                                                            | T-00:00:30 |          |
| T-00:00:10 | 火焰偏轉器(水冷鋼板)啟動                                                            | T-00:00:06 |          |
| T-00:00:03 | 助推器B14猛禽發動機開始啟動程序                                                     | T-00:00:02 |          |
| T+00:00:00 | 等待所有發動機增加至指定推力                                                        | N/A        |          |
| T+00:00:02 | 升空                                                                                | T+00:00:02 |          |
| T+00:01:02 | 星艦BS1433達最大動壓點(Max-Q)                                                       | T+00:01:17 |          |
| T+00:02:32 | 助推器B14大部分猛禽發動機關機(MECO-Most Engines Cut Off)                            | T+00:02:34 |          |
| T+00:02:40 | 熱分級Hot-Staging開始，星艦S33上的猛禽發動機啟動，脫離助推器B14                     | T+00:02:40 |          |
| T+00:02:46 | 助推器B14返程點火(Boostback Burn)推進開始                                           | T+00:02:44 |          |
| T+00:03:29 | 助推器B14返程點火推進結束                                                           | T+00:03:38 |          |
| T+00:03:31 | 助推器B14拋棄熱分離環                                                               | T+00:03:43 |          |
| T+00:06:26 | 助推器B14減速至亞音速                                                               | T+00:06:30 |          |
| T+00:06:35 | 助推器B14著陸點火開始                                                               | T+00:06:31 |          |
| T+00:06:55 | 機械臂夾住助推器B14並結束著陸點火                                                   | T+00:06:54 |          |
| T+00:08:53 | 星艦S33上的猛禽發動機關機，開始沿跨地球軌道飛行                                     | N/A        | 空中解體 |
| T+00:17:33 | 星艦S33載荷艙艙門打開                                                               | N/A        | 空中解體 |
| T+00:17:33 | 星艦S33投放模擬載荷                                                                 | N/A        | 空中解體 |
| T+00:17:33 | 星艦S33載荷艙艙門關閉                                                               | N/A        | 空中解體 |
| T+00:37:33 | 星艦S33在軌猛禽發動機開機測試                                                       | N/A        | 空中解體 |
| T+00:47:14 | 星艦S33再入大氣層                                                                   | N/A        | 空中解體 |
| T+01:03:12 | 星艦S33減速至跨音速                                                                 | N/A        | 空中解體 |
| T+01:04:25 | 星艦S33減速至亞音速                                                                 | N/A        | 空中解體 |
| T+01:06:13 | 星艦S33開始轉身著陸（Landing Flip），為了發動機點火將星艦艦身由水平翻轉為垂直於地面 | N/A        | 空中解體 |
| T+01:06:19 | 星艦S33著陸點火（Landing Burn）開始                                                 | N/A        | 空中解體 |
| T+01:06:39 | 星艦S33濺落印度洋                                                                   | N/A        | 空中解體 |

## 發射資訊
| 發射時間                | 軌道         | 原型序號 | 現狀         | 發射地點     | 降落地點        | 試飛時間 | 回收結果 | 結果 |
| ----------------------- | ------------ | --- | ------------ | ------------ | --------------- | -------- | -------- | ---- |
| 2025年1月16日 22:37 UTC | 跨大氣層軌道 | S33 | 彻底损毁     | 德州博卡奇卡 | 印度洋 加勒比海 | 8分26秒  | 不適用   | 失敗 |
| 2025年1月16日 22:37 UTC | 跨大氣層軌道 | 發射後2分40秒，S33啟動發動機進行熱分離，依靠其自身動力上升，發射後7分39秒，開始有發動機異常關機，發射後8分26秒，S33最後一次傳回數據，後證實於空中解體。 |              |              |                 |          |          |      |
| 2025年1月16日 22:37 UTC | 跨大氣層軌道 | B14 | 成功完整回收 | 德州博卡奇卡 | 星際基地機械臂  | 6分54秒  | 成功     | 成功 |
| 2025年1月16日 22:37 UTC | 跨大氣層軌道 | 發射後6分31秒，助推器B14開始進行著陸點火，23秒後，助推器B14成功被發射塔機械臂捕獲。                                                                     |              |              |                 |          |          |      |